# John Hempel
John Paul Hempel (Salt Lake City, Utah, 14 de octubre de 1935 ─ Rice Lake, Wisconsin, 13 de enero de 2022) fue un matemático estadounidense especialista en topología de variedades y problemas algebraicos asociados, principalmente en teoría de grupos.

## Biografía
John nació en Salt Lake City, Utah. En 1957 se graduó de matemáticas en la Universidad de Utah. En 1962, defendió su tesis en la Universidad de Wisconsin-Madison, bajo la supervisión de R. H. Bing. Era profesor en la Universidad de Rice hasta el momento de su muerte.
Estuvo casado con Edith, con quien se casó el 1 de septiembre de 1965, en Houston, Texas. Tenía 2 hijos y 3 nietos.
Fuera de las matemáticas, John era un entusiasta de la naturaleza. De niño era aventurero, y aprendió solo a hacer bicicleta de montaña. Le fascinaba la acampada, escalada, esquiar, montar en barco... Además, sabía tocar el piano.
John Hempel demostró que los grupos fundamentales de 2 variedades son residualmente finitos.
Escribió un libro titulado 3-manifolds en 1976. Sus investigaciones eran sobre topología de variedades.